# Dagmar Dadie-Roberg
Dagmar Karolina Dadie-Roberg, född Roberg den 1 oktober 1897 i Hedvig Eleonora församling, Stockholm, död den 14 november 1966 i Björketorps församling, Älvsborgs län, var en svensk skulptör, keramiker, målare och grafiker.

## Biografi
Dagmar Dadie-Roberg var dotter till konsul Thorsten Roberg och Gunhild Schubert. I sin ungdom ville hon utbilda sig vid Konstakademin i Stockholm men nekades detta av sin far som ansåg att hennes hälsa var för klen och det skulle vara ett hinder för att kunna slå sig fram som konstnär. Hon fick i istället resa till Paris för att studera det franska språket. I Paris började hon skulptera och var under en period elev till Akop Gurdjan. Hon sände in några arbeten till Parissalongen där hennes arbeten uppmärksammades. Hon medverkade även i några utställningar på Liljevalchs konsthall i slutet av 1930-talet, och på Gummesons konsthall med etsningar och keramik. Hon ställde ut separat i Barcelona och Madrid 1930 samt i Bryssel 1935 och i Antwerpen 1936. Hon var fast boende i Paris 1925–1946 och var därefter periodvis bosatt i Hindås. Enligt SDB ogift.
Hennes konst består av etsningar, storformatiga stenskulpturer, porträttbyster, bronser och terrakottaskulpturer. Bland hennes verk märks Martinique-prinsessan, Salomé, ett porträtt av Samuel Rawson Gardiner, Kvinnan, livets slav samt Mannen, sin egen slav.
Dadie-Roberg är representerad vid Nationalmuseum, Madrid museum och Tour museum.
Hon är gravsatt på Norra begravningsplatsen utanför Stockholm.